# أندري غوفوروف
أندري غوفوروف (بالروسية: Говоров, Андрей Сергеевич)‏ هو لاعب كرة قدم روسي في مركز الوسط، ولد في 13 أكتوبر 1984 في موسكو في روسيا. لعب مع أسمرال موسكو وأورال يكاترينبورغ وبالتيكا كالينينغراد وتوربيدو موسكو وسيسكا موسكو وشينيك ياروسلافل ونادي خيمكي.